# Blanc de plom

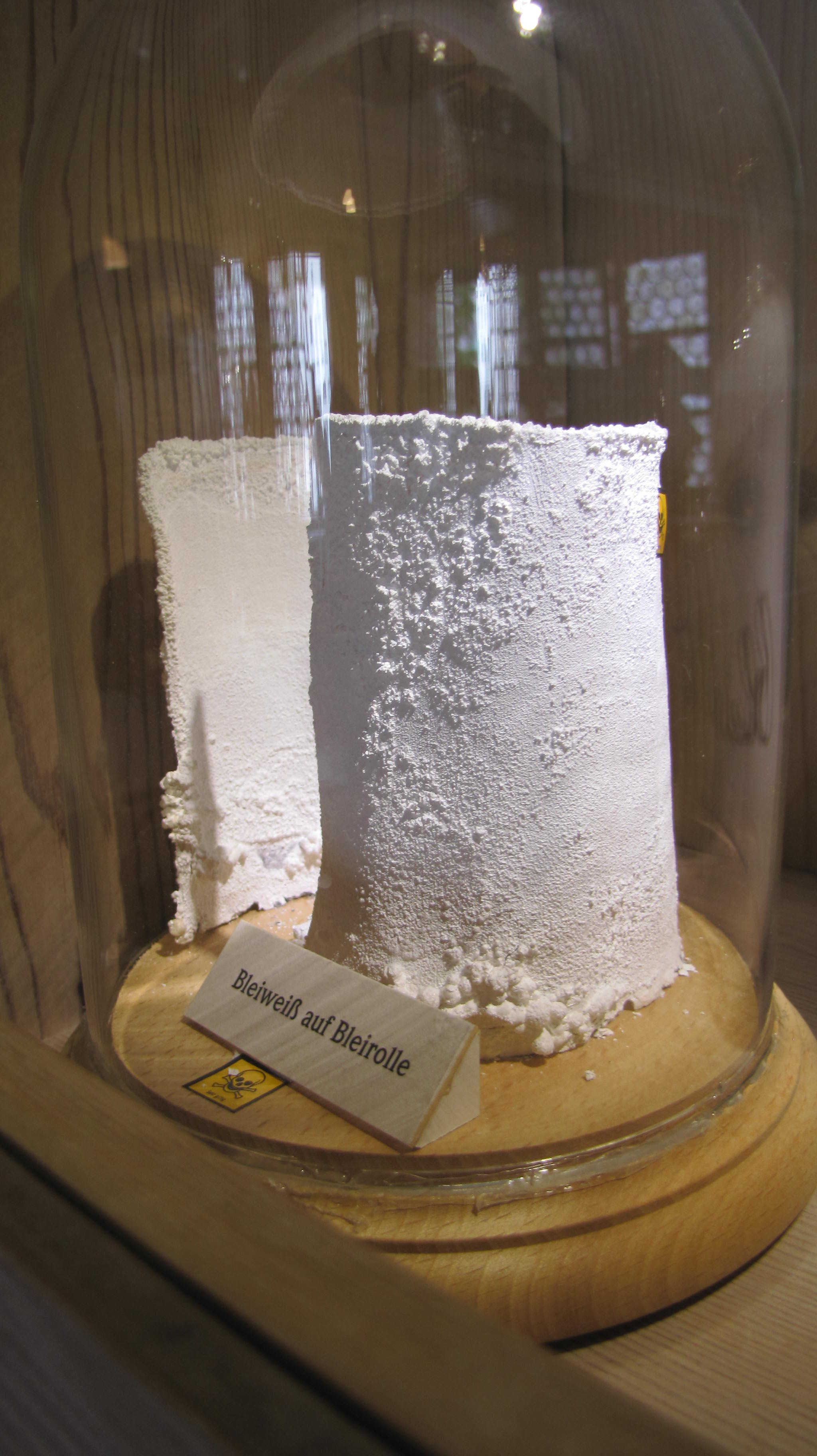
Pintura de plom

El blanc de plom o blanquet és un pigment de color blanc a base de carbonat de plom o cerussa, de fórmula química (PbCO₃)₂·Pb(OH) o bé per mescles de cerussa i de blanc de zinc.
És un pigment homogeni, dur, gens porós i resistent, sobretot amb oli, que es fa des de l'antiguitat a partir de tires de plom atacades per vinagre. Es tracta del pigment més important de la història de la pintura occidental, entre altres coses per ser l'únic pigment de color blanc disponible fins al segle xix.
És tòxic, pel fet d'estar fet a base d'un metall pesant (el plom), i pot causar algunes formes de saturnisme. Per això el seu comerç ha estat prohibit i progressivament s'ha anat substituint per altres pigments, com el blanc de titani. Tanmateix, molts gravats i pintures antics en tenen. Avui permet desvelar el que hi ha sota la superfície d'un quadre per mitjà de raigs X, ja que aquest pigment els absorbeix.
A l'antiga Grècia s'havia usat com a cosmètic i posteriorment com a fàrmac per a tractar les infeccions, per a emblanquir parets, etc. Un altre ús que encara avui té el blanc de plom polvoritzat és el de palesar empremtes digitals.